# Ptychosperma cuneatum
Ptychosperma cuneatum là loài thực vật có hoa thuộc họ Arecaceae. Loài này được (Burret) Burret miêu tả khoa học đầu tiên năm 1935.